# Bulgarische Eishockeyliga 1951/52
Die Saison 1951/52 war die erste Spielzeit der bulgarischen Eishockeyliga, der höchsten bulgarischen Eishockeyspielklasse. Meister wurde zum ersten Mal in der Vereinsgeschichte überhaupt Tscherweno sname Sofia.

## Modus
Die beiden Erstplatzierten der Hauptrunde qualifizierten sich für das Meisterschaftsfinale.

## Hauptrunde
|    | Klub                   |
| -- | ---------------------- |
| 1. | Tscherweno sname Sofia |
| 2. | HK Udarnik Sofia       |
| 3. | Akademik Sofia         |
| 4. | Narodna wojska Sofia   |
| 5. | Stroitel Sofia         |

Sp = Spiele, S = Siege, U = unentschieden, N = Niederlagen, OTS = Overtime-Siege, OTN = Overtime-Niederlage, SOS = Penalty-Siege, SON = Penalty-Niederlage

## Finale
- Tscherweno sname Sofia – Udarnik Sofia 1:0